# National Intelligence Coordinating Agency
La National Intelligence Coordinating Agency (NICA) est le service de renseignements philippin. Il traite principalement de lutte contre le terrorisme, surveille la mouvance islamisme et les groupes séparatistes. Il est dirigé par un militaire. Sa devise est « Ang Karunungan ay Kaligtasan » (« La connaissance est la sécurité »).
Il a été fondé en 1949 par le président Elpidio Quirino. Son siège est à Quezon City.